# Earl Motter
Earl Woodrow Motter (Big Spring, Arkansas, 15 februari 1919 - Los Angeles, Californië, 28 november 1992) was een Amerikaans autocoureur. In 1956, 1958 en 1959 schreef hij zich in voor de Indianapolis 500, maar wist zich voor geen enkele race te kwalificeren. Deze races waren ook allemaal onderdeel van het Formule 1-kampioenschap. Motter nam tussen 1955 en 1959 ook deel aan zestien USAC Championship Car-races, waar hij in 1956 één pole position behaalde tijdens de Syracuse 100 op de New York State Fairgrounds. Zijn beste resultaat in een race was de zesde plaats tijdens de Hoosier Hundred op de Indiana State Fairgrounds in 1958.
Motter trouwde later met de weduwe van Bill Vukovich. Hij overleed op 73-jarige leeftijd aan een hartaanval.